# مانويل فريدريش

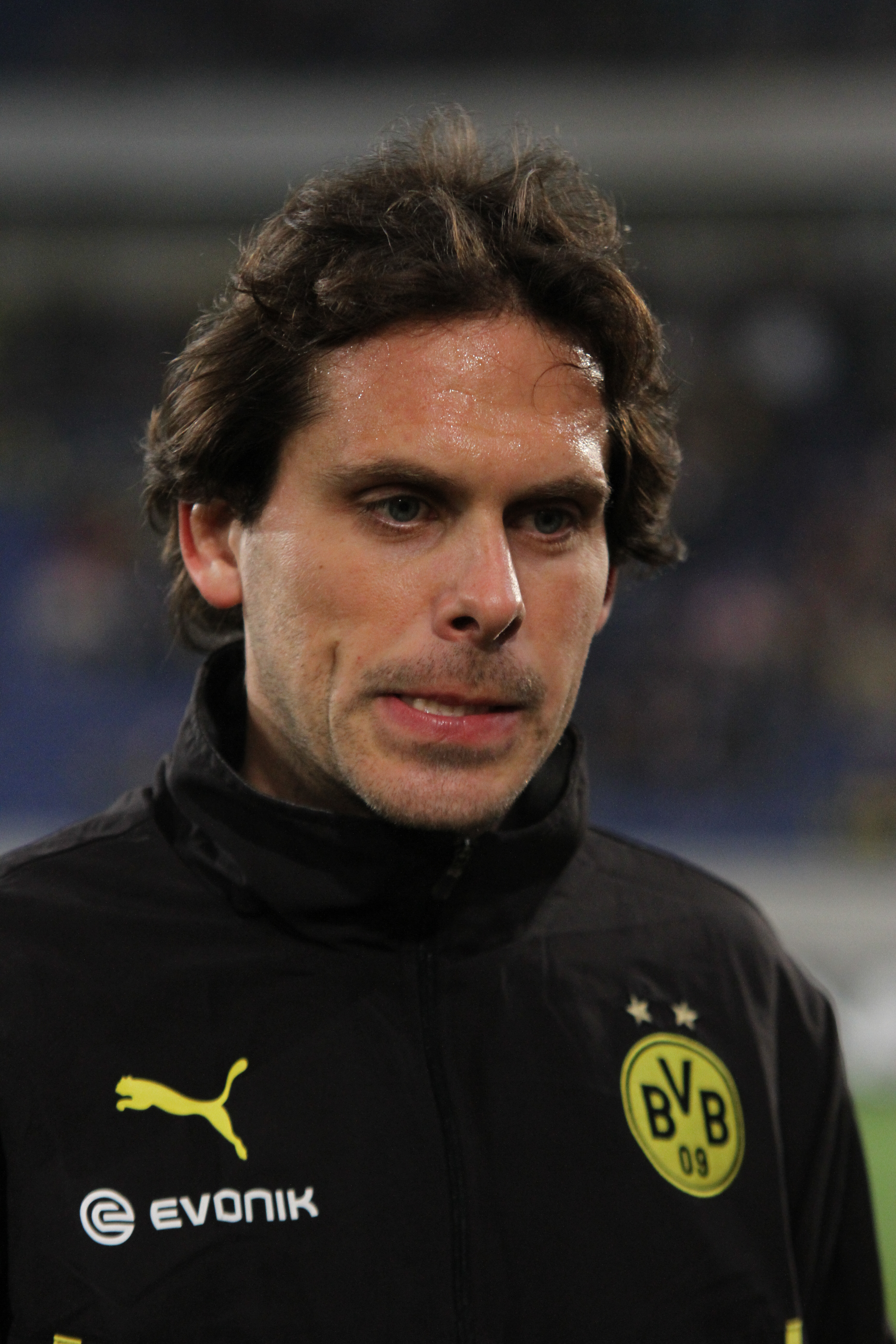

مانويل فريدريش (بالألمانية: Manuel Friedrich)‏ (مواليد 13 سبتمبر 1979 في باد كريوزناتش - ألمانيا الغربية) لاعب كرة قدم ألماني يلعب حاليا لصالح نادي الدرجة الأولى باير ليفركوزن الإنجليزي منذ 2007 في مركز قلب الدفاع .

## روابط خارجية
- مانويل فريدريش على موقع الاتحاد الأوربي (الإنجليزية)
- مانويل فريدريش على موقع قاعدة بيانات كرة القدم.إي يو (الإنجليزية)
- مانويل فريدريش على موقع بيانات كرة القدم. دي إي (الألمانية)
- مانويل فريدريش على موقع ناشيونال فوتبول تيمز (الإنجليزية)
- مانويل فريدريش على موقع Soccerway.com (الإنجليزية)
- مانويل فريدريش على موقع عالم كرة القدم.نت (الإنجليزية)
- مانويل فريدريش على موقع كووورة
- مانويل فريدريش على موقع AS.com (الإسبانية)